# Gilda (Film)
Gilda ist ein US-amerikanischer Spielfilm im Stil des Film noir aus dem Jahr 1946. Es handelt sich um eine Mischung aus Kriminalfilm und Melodram, in dem die Hassliebe das zentrale Thema bildet. Unter der Regie von Charles Vidor ist Rita Hayworth in der Titelrolle zu sehen. Als erotischer Klassiker der „Schwarzen Serie“ ist Gilda vor allem für Hayworths legendären Handschuh-Striptease zu Put the Blame on Mame berühmt, der ihr Image als Liebesgöttin der 1940er Jahre maßgeblich prägte.

## Handlung
Der junge US-Amerikaner Johnny Farrell gewinnt beim Würfelspiel im Hafen von Buenos Aires durch Betrug eine größere Summe Geld. Als ihn daraufhin ein Dieb angreift, taucht ein mysteriöser wohlhabender Mann mit einem Messer auf, das aus seinem Gehstock hervorspringt, und rettet Johnny das Leben. Der Unbekannte stellt sich ihm als Ballin Mundson vor und rät ihm davon ab, seine Betrügereien in einem bestimmten Spielcasino fortzusetzen. Johnny ignoriert seinen Rat und taucht im Casino auf. Als er beim Black Jack des Falschspielens überführt wird, bringt man ihn zum Besitzer des Casinos, der sich als Ballin Mundson herausstellt. Johnny überredet Ballin, ihn einzustellen, und erweist sich schnell als zuverlässiger Vertrauensmann seines neuen Chefs. Beide haben ähnlich pessimistische Weltanschauungen, vor allem was Frauen betrifft, weshalb sich zwischen ihnen auch eine Männerfreundschaft entwickelt.
Als Ballin von einer Geschäftsreise überraschend als frischgebackener Ehemann zurückkehrt, ist Johnny erstaunt, die attraktive Gilda zu sehen, die ihm Ballin als seine Ehefrau vorstellt. Es handelt sich um dieselbe Frau, mit der Johnny einst eine leidenschaftliche Liebesbeziehung führte, deren Scheitern ihn veranlasste, nach Südamerika zu gehen. Sowohl er als auch Gilda bemühen sich, vor Ballin den Schein zu wahren, einander nicht zu kennen. Hinter der gespielten Gleichgültigkeit füreinander kochen jedoch die Gefühle der beiden schnell wieder hoch, besonders als Ballin Johnny damit beauftragt, auf Gilda aufzupassen. Aus altem Groll, aber auch aus Loyalität zu Ballin vermeidet Johnny in der Folge jedwede Intimität mit Gilda. Gekränkt durch seine Zurückweisung, genießt es Gilda, ihn mit anderen Männern eifersüchtig zu machen. Da Johnny von Gildas vermeintlicher Treulosigkeit gegenüber Ballin überzeugt ist, verwandeln sich seine ohnehin schon zwiespältigen Gefühle für sie zunehmend in Hass. Lediglich der Casinoangestellte Onkel Pio weiß die emotionsgeladene Situation zu durchschauen und als Außenstehender richtig zu deuten.
Ballin, der insgeheim mit einer zwielichtigen deutschen Organisation in ein internationales Kartell für Wolframschmuggel verwickelt ist, gerät derweil unter Druck. Der Regierungsbeamte Detective Maurice Obregon ist ihm und zwei deutschen Geschäftsmännern bereits auf der Spur und hält sich zu diesem Zweck häufig an den Spieltischen auf. Als sich die beiden Deutschen von Ballin um das Kartell betrogen sehen, tötet Ballin einen von ihnen und sieht sich gezwungen, zu fliehen. Er kehrt nach Hause zurück und findet Johnny und Gilda im Schlafzimmer vor, die sich nach einer erneuten feindseligen Auseinandersetzung küssend in den Armen liegen. Ballin verlässt umgehend das Haus und täuscht daraufhin mit einem Flugzeugabsturz seinen Selbstmord vor. Da er in seinem Testament festgelegt hat, dass Gilda sein Vermögen und mehrere Wolframpatente erben soll, beschließt Johnny, Gilda zur Frau zu nehmen. Nun, da sie den Mann heiraten wird, den sie wirklich liebt, blickt Gilda hoffnungsvoll in die gemeinsame Zukunft. Johnny kann ihr jedoch nicht ihre scheinbare Untreue verzeihen und will sie bestrafen, indem er sie wie in einem Käfig gefangen hält und sie weder besucht noch ausgehen lässt.
Als Gilda aus ihrer beklemmenden Lage keinen anderen Ausweg findet, flieht sie nach Montevideo. Dort tritt sie als gefeierte Tänzerin auf und lernt den Anwalt Thomas Langford kennen, der ihr helfen will, sich von Johnny scheiden zu lassen. Der Jurist ist jedoch ein Strohmann ihres Gatten, der sie direkt zu diesem zurückbringt. Wütend schlägt Gilda auf Johnny ein, um kurz darauf zu seinen Füßen um ihre Scheidung zu betteln. Da Johnny sich weiterhin nicht erweichen lässt, versucht Gilda, sich auf ihre eigene Weise an ihm zu rächen: Sie legt im Casino einen provozierenden Striptease hin, damit jeder sehen kann, was für eine schamlose Frau Johnny geheiratet zu haben scheint. Johnny zieht sie empört von der Bühne und verpasst ihr eine Ohrfeige. Von seinem schlechten Gewissen geplagt, wird Johnny daraufhin von Detective Obregon aufgefunden, der ihn schließlich überzeugt, dass Gilda stets treu gewesen ist und ihm nur Theater vorgespielt hat.
Voller Demut kehrt Johnny zu Gilda zurück und bittet sie, ihm zu verzeihen. Beide sehen ein, wie gemein sie zueinander waren, aber dass sie dennoch zusammengehören. In diesem Augenblick erscheint der totgeglaubte Ballin und fordert seine Frau zurück. Mit einer geladenen Pistole bewegt er sich auf sie zu und droht, auch Gilda umzubringen. Onkel Pio gelingt es jedoch, Ballin im letzten Moment zu erstechen. Obregon, der sich aufgrund der laufenden Ermittlungen gegen das Kartell immer noch im Casino aufhält, stößt kurz darauf zu ihnen. Trotz Johnnys ritterlichem Bestreben, die alleinige Schuld an Ballins Tod auf sich zu nehmen, entlässt Obregon ihn aus der Situation, da Ballin schon drei Monate zuvor Suizid begangen habe und es zudem Notwehr seitens Onkel Pio gewesen sei. Die erleichterte und glückliche Gilda fordert Johnny mit den Worten „Lass uns nach Hause fahren“ zum gemeinsamen Aufbruch auf.

## Hintergrund

### Drehbuch
Die Handlung basiert auf einer Geschichte des Autors E. A. Ellington, die im Auftrag von Columbia Pictures zunächst von Jo Eisinger für die Leinwand adaptiert und daraufhin von dem Drehbuchautor Marion Parsonnet ausgearbeitet wurde. Da bei Drehbeginn jedoch noch kein vollständiges Skript vorlag, wurde auch Ben Hecht als Autor herangezogen, jedoch ohne später im Abspann erwähnt zu werden. Doch vor allem Virginia Van Upp, die als Produzentin des Films fungierte und mit Es tanzt die Göttin (1944) bereits erfolgreich einen Hayworth-Film produziert hatte, fügte dem Drehbuch letztlich entscheidende Dialoge und Charakterzeichnungen hinzu. Da sie Rita Hayworth gut kannte, konnte Van Upp der Schauspielerin die Rolle der verführerischen Gilda auf den Leib schneidern und die Dialoge für sie entsprechend anpassen.
Aufgrund der Zensur in Hollywood durften jedoch die erotischen Elemente der Handlung, darunter mögliche homosexuelle Spannungen zwischen Johnny und Ballin oder Gildas sexuelle Bedürfnisse, lediglich angedeutet werden, weshalb der Film einen sehr eigenen Subtext entwickelte, der sowohl dem Production Code als auch vielen US-amerikanischen Kritikern der Zeit entging. Legendäre Zeilen wie „Wenn ich eine Ranch wäre, würde ich schrankenlose Freiheit heißen.“ (“If I’d been a ranch, they would have named me ‚The Bar Nothing‘.”) schafften es dennoch ins Drehbuch.

### Besetzung

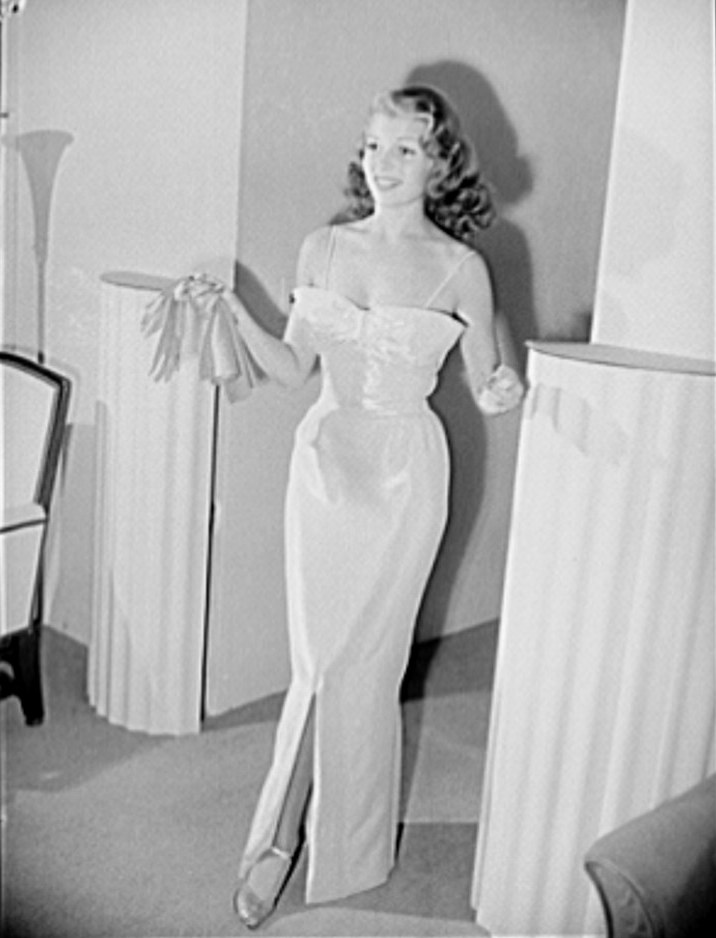
Rita Hayworth, 1941

Da der Film als Vehikel für Rita Hayworth, Columbias größten Star, antizipiert wurde, stand ihre Besetzung als Titelheldin außer Frage. Für die männliche Hauptrolle war zunächst Humphrey Bogart im Gespräch. Dieser lehnte jedoch Columbias Angebot mit der Begründung ab, dass bei einer so schönen Frau wie Hayworth kein Zuschauer ihn auf der Leinwand beachten würde und es sich seiner Meinung nach um einen Frauenfilm handle. Die Rolle des Johnny Farrell bekam schließlich Glenn Ford, der ebenfalls bei Columbia unter Vertrag stand und nach seinem dreijährigen Navydienst im Zweiten Weltkrieg erst einen neuen Film, Die große Lüge (1946) mit Bette Davis, abgedreht hatte. Er und Hayworth kannten sich bereits vom gemeinsamen Dreh für den Film The Lady in Question (1940), bei dem Charles Vidor ebenfalls die Regie geführt hatte.
George Macready, dessen Gesicht eine auffällige Narbe zierte, wurde als Bösewicht Ballin Mundson besetzt. Der klein gewachsene Ungar Steven Geray schien den Produzenten dagegen als perfekt für die Rolle des Onkel Pio, während der maltesische Schauspieler Joseph Calleia mit seinem mediterranen Äußeren als argentinischer Ordnungshüter Detective Obregon in einer seiner bekanntesten Rollen zum Einsatz kam.

### Dreharbeiten
Die Dreharbeiten begannen am 7. September 1945. Trotz der exotischen Schauplätze fanden sie, bis auf die Strandszene, in der Mundson seinen Selbstmord inszeniert, vollständig in den Studios von Columbia statt. Da das Skript zu diesem Zeitpunkt noch nicht fertiggestellt war und daher auch vom Production Code noch nicht vollends abgesegnet werden konnte, wussten die Beteiligten bisweilen nicht, wie die Handlung verlaufen und der Film enden sollte. Ähnlich wie beim Dreh von Michael Curtiz’ Casablanca (1942) erhielten die Darsteller zumeist erst am Morgen eines Drehtages ihre Dialoge, was die Inszenierung von Regisseur Charles Vidor alles andere als einfach gemacht habe. Für Rita Hayworth war es ohnehin kein leichter Dreh, da während dieser Zeit ihre Ehe mit Regisseur Orson Welles in die Brüche ging und beide ihre Trennung bekannt gaben. Zudem machte ihr die Kontrollsucht von Studioboss Harry Cohn zu schaffen, der sie von einer Angestellten überwachen und das Studio sowie sämtliche Garderoben mit Wanzen ausstatten ließ, um alles zu erfahren, was in seinem Studio vor sich ging.
Hayworth und ihr Co-Star Glenn Ford verstanden sich wiederum hervorragend. Aufgrund ihrer überaus starken Chemie vor der Kamera spekulierten Journalisten noch während des Drehs über eine mögliche Romanze der beiden Schauspieler. Ford sagte dazu später: „Rita und ich mochten einander sehr, wir wurden sehr enge Freunde, was sich, so glaube ich, auch auf der Leinwand zeigte.“ Charles Vidor sei ihm zufolge als Regisseur sehr streng und anspruchsvoll gewesen und habe beim Dreh seinen Darstellern sehr ungewöhnliche Anweisungen gegeben, um den von ihm gewünschten Effekt zu erzielen. Im Wissen, dass sie an einem besonderen Film zusammenwirkten, habe laut Ford bis zum Ende der Dreharbeiten am 10. Dezember 1945 am Set eine gewisse Aufregung unter allen Beteiligten geherrscht.
Da Vidor zuvor zweimal mit Hayworth zusammengearbeitet hatte, die er zudem als seine Lieblingsschauspielerin bezeichnete, war er mit ihren schauspielerischen Fähigkeiten bereits vertraut. Ihm zufolge habe seine Hauptdarstellerin lediglich zwei Takes für ihren Auftritt zu Put the Blame on Mame gebraucht. Überhaupt habe Hayworth ihre beste Leistung zumeist beim zweiten, manchmal beim dritten Take abrufen können. Wenn die Aufnahme einer Szene öfter wiederholt werden musste, sei es für Vidor schwierig geworden, da Hayworth keine methodisch vorgehende, sondern eine emotionale Schauspielerin gewesen sei, die nach mehr als drei Takes emotional erschöpft war. Besonders bei der Szene, als Hayworth wild auf Glenn Ford einschlagen sollte, sei es ihr schwergefallen, sich zu überwinden, da es ihrem eigenen Wesen vollkommen widersprochen habe.

### Musik- und Tanznummern
In den Kriminalfilmen der Studio-Ära wurden bisweilen Gesangseinlagen vorgetragen, so beispielsweise von Lauren Bacall in Tote schlafen fest (1946) oder von Ava Gardner in Rächer der Unterwelt (1946). Tanzeinlagen wie in Filmmusicals sind dagegen ausgesprochen selten in Film noirs zu sehen, in denen speziell die weiblichen Protagonisten zumeist passiv und statisch dargestellt werden. Rita Hayworth war jedoch neben ihrer Schönheit vor allem für ihr tänzerisches Talent bekannt, das sie in Filmen mit Fred Astaire und Gene Kelly bereits unter Beweis gestellt hatte. Daher wurden ihr in Gilda zwei Tanzeinlagen zu den Liedern Amado Mio und Put the Blame on Mame zugestanden, die ferner die verführerische Kraft ihrer Rolle unterstreichen sollten. Hayworth sang dabei, wie in all ihren Filmen, jedoch nicht selbst und wurde in diesem Fall von der Sängerin Anita Ellis synchronisiert. Angeblich soll Hayworth die schlichte Gitarren-Version von Put the Blame on Mame im Film selbst gesungen haben, doch auch an dieser Stelle hatte ihr Anita Ellis die Stimme geliehen. Die beiden Songs wurden von Doris Fisher und Allan Roberts geschrieben, während für die Tänze der Choreograf Jack Cole zuständig war:
- Amado Mio: Nachdem Gilda Johnny geheiratet hat, dieser sie aber aus Loyalität zu Ballin für ihre vermeintlichen Sünden bestrafen will und sie daher von der Außenwelt isoliert, flieht sie nach Montevideo. Um ihren Lebensunterhalt zu verdienen, tritt Gilda in einem örtlichen Nachtclub auf, wo sie das Lied Amado Mio (dt.: „Mein Liebling“) zu Rumbarhythmen vorträgt. Hayworth ist dabei in ein zweiteiliges weißes Outfit mit goldenen Ornamenten gekleidet und bewegt sich mit zumeist ausgebreiteten Armen und langsam kreisenden Hüftbewegungen, die sich kurzzeitig mit schnellen Drehungen und Sprüngen abwechseln. Der Titel des Songs ist dem lateinamerikanischen Schauplatz gemäß spanisch, die restlichen Liedzeilen sind jedoch englisch und beschreiben Gildas Sehnsucht nach erfüllter Liebe.
- Put the Blame on Mame: Als Gilda von Langford zu Johnny nach Buenos Aires zurückgebracht wird, dieser aber weiterhin nicht in eine Scheidung einwilligen will, vollführt Gilda im Casino vor einem begeisterten Publikum einen Striptease zu dem Song Put the Blame on Mame (dt.: „Gib Mame die Schuld“), den sie bereits in einer vorangegangenen Szene Onkel Pio vorsang und sich dazu an der Gitarre selbst begleitete. Während Gilda das Lied in jener Szene ruhig und melancholisch vortrug, tritt sie damit im Casino selbstbewusst und provozierend auf. Ihr Auftritt soll Johnny demütigen, er lässt aber auch ernste Untertöne anklingen und wird damit zu einer Art Seelenstriptease. Mit dem Liedtext beschreibt Gilda auf ironisch anklagende Weise, wie Männer stets Frauen und weiblicher Macht („Mame“) ungerechtfertigt die Schuld an allen Katastrophen geben, wie dem Großen Brand von Chicago oder dem San-Francisco-Erdbeben von 1906.[3] Hayworth trägt dazu ein schwarzes schulterfreies Satinkleid zu passenden Abendhandschuhen, von denen sie einen mit bewusst zweideutiger erotischer Gestik im Stil des Burlesque-Tanzes abstreift. Auch ihre üppige Haarmähne kommt dabei prominent zum Einsatz. Choreograf Jack Cole war Jahre später noch sehr stolz auf diese Szene: „Ich muss sagen, von allem, was ich beim Film gemacht habe, ist das eine der wenigen Szenen, die ich mir noch auf der Leinwand anschauen kann und über die ich sagen würde: Wenn man eine schöne, erotische Frau sehen will, ist das genau das Richtige. Es ist immer noch erstklassig.“[9]

### Kostüme

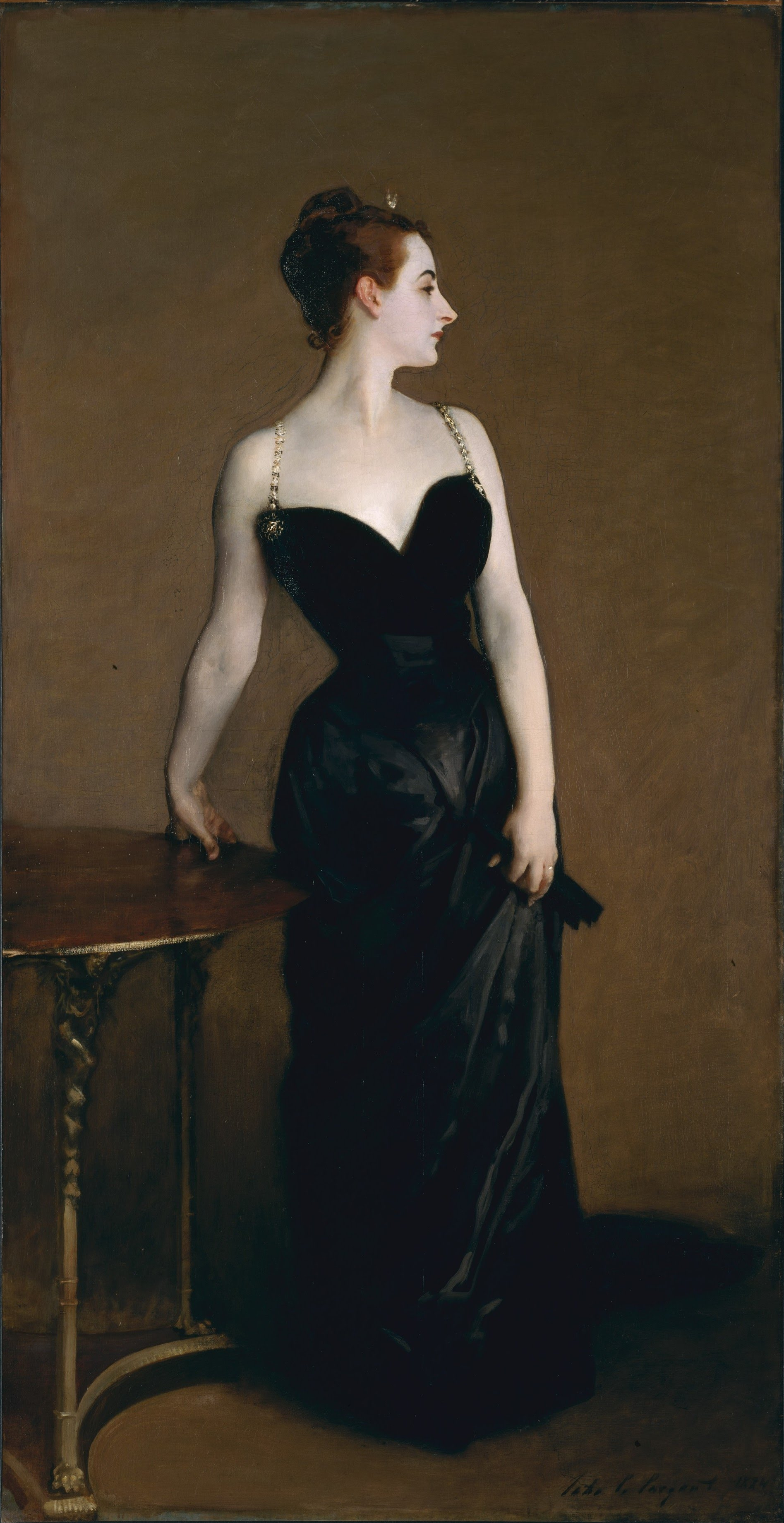
Madame X (1884) – Jean Louis’ Inspiration zu Hayworths schwarzem Satinkleid

Für die Kostüme des Films wurde Columbias Studiodesigner Jean Louis verpflichtet, der für Rita Hayworth bereits die Kleider in dem Filmmusical Tonight and Every Night (1945) entworfen hatte. Beide arbeiteten später noch viele weitere Male zusammen. Jean Louis bescheinigte Hayworth eine gute Figur mit schlanken Beinen, langen Armen und schönen Händen, sodass es für ihn nicht schwierig gewesen sei, sie einzukleiden. Da Hayworth jedoch Ende 1944 Mutter geworden war, sollte Jean Louis nun vor allem dafür sorgen, ihren immer noch vorhandenen Bauch zu verstecken.
Seine extravaganten Roben im Wert von 60.000 Dollar spielten eine große Rolle in der Darstellung der Titelfigur und prägten gleichzeitig Hayworths Image nachhaltig. Jean Louis betonte bei seiner Arbeit vor allem Hayworths Schultern und Arme und setzte auf sehr enganliegende Stoffe, die der Schauspielerin eine schmalere Taille verleihen sollten. Mit Pailletten, Goldlamé, Pelz, Samt, Satin und schwarzen Nylonstrümpfen kennzeichnete der Designer Gilda und zugleich Hayworth als glamouröse Ikone, bei der sich sehr feminine Kleider mit breitschultrigen und damit maskuliner wirkenden Kostümen abwechseln.
In ihrer ersten Szene, als sie ihr Haar lasziv in den Nacken wirft, trägt Hayworth lediglich ein schulterfreies Negligé, das dem Zuschauer eine gewisse Nacktheit suggeriert und damit sofort die verführerische Kraft ihrer Rolle deutlich macht. Erstaunlicherweise beanstandete der Production Code weder diese Aufmachung noch jene in der Szene, als Gilda mit ihrem Dienstmädchen spricht und dabei ein weißes schulterbedeckendes Negligé trägt, durch das man jedoch ihren bloßen Busen erkennen kann. Auch in anderen Szenen ist Hayworth in weißen Kostümen zu sehen, die zum Teil mit glitzernden und goldenen Ornamenten bestickt wurden wie ihr zweiteiliges Amado-Mio-Outfit, das ebenfalls ihre Schultern bedeckt, dafür aber ihre Taille offenlegt.
Für das berühmte schwarze Satinkleid, das Hayworth während ihres Auftritts zu Put the Blame on Mame trägt, ließ sich Jean Louis von John Singer Sargents Gemälde Madame X inspirieren. Damit bei ihrer schwungvollen Stripeinlage das trägerlose Kleid nicht verrutscht und Hayworth unfreiwillig entblößt, verstärkte Jean Louis den oberen Teil der Robe mit einem Gestell aus Plastik, das Hayworths Busen wie ein Korsett umklammert hielt, während eine große schwarze Schleife von ihrem Bauch ablenken sollte.
1953 kopierte William Travilla, Designer bei 20th Century Fox, dieses Kleid für Marilyn Monroe, die darin ihre berühmte Showeinlage zu Diamonds Are a Girl’s Best Friend in Blondinen bevorzugt vorführte. Travilla änderte dabei lediglich die Farbe vom für den Film noir typischen Schwarz in knalliges Pink.

## Filmanalyse

### Themen und Motive

#### Schauplatz und Zeitgeschichte
Ursprünglich sollte die Handlung des Films in den Vereinigten Staaten spielen. Doch wie bei Alfred Hitchcocks Berüchtigt (1946) wurde auch für Gilda letztlich Südamerika als Schauplatz ausgewählt, der dem Drehbuch im Bezug auf die Kriminalhandlung und die erotischen Aspekte mehr Freiraum ließ. Während Berüchtigt in Rio de Janeiro spielt, dienen in Gilda gleich zwei lateinamerikanische Metropolen als exotische Kulissen, wo aus nordamerikanischer Sicht in ihrer „Dekadenz die üblichen Moralvorstellungen nicht gelten“. Während sich der Hauptteil der Handlung in Buenos Aires vollzieht, wechselt für wenige Minuten der Schauplatz nach Montevideo, wo Gilda als Sängerin und Tänzerin in einem Nachtclub auftritt. Wie bereits in Casablanca (1942) finden die meisten Szenen von Gilda in einem illegalen Spielcasino statt, das als traditioneller Standort krimineller Machenschaften eine verkommene Form des Kapitalismus darstellt und das neben dem stattfindenden Karneval der Zensur zum Trotz einmal mehr Anlass bietet, dem Zuschauer unmoralische Ausschweifungen zu präsentieren.
Auch der Zeitraum der Handlung mit seinen wirren Verhältnissen – der Zweite Weltkrieg war soeben zu Ende und weltweit stationierte Soldaten kehren heim – erlaubt den Akteuren ein kurzzeitiges Aufblühen bisher unterdrückter Begierden und lasterhafter Sehnsüchte.

#### Rollenbilder

##### Der vermeintliche Noir-Held
Johnny Farrell wird in der Eingangsszene als Protagonist und Erzähler des Films vorgestellt. Mit Ballin Mundson, durch den er vom armen Würfelspieler zum Manager des Casinos aufsteigt und den er zunehmend zu imitieren versucht, teilt er die Auffassung, dass Glücksspiele und Frauen nicht zusammengehören. Für ihn, den Zyniker und Pessimisten, sind vor allem attraktive Frauen wie Gilda verlogen, geldgierig und untreu. Seine offenkundige Frauenfeindlichkeit äußert sich unter anderem mit Sätzen wie „Laut Statistik gibt es auf der Welt mehr Frauen als alles andere – ausgenommen Insekten.“ (“Statistics show that there are more women in the world than anything else – except insects!”)
Doch obwohl der Film von ihm erzählt wird und er durch seine jugendliche Tatkraft anfänglich zum Noir-Helden avanciert, entpuppt er sich letztlich als fehlgeleiteter und eifersüchtiger Sadist, den die Szenen einer verletzlichen Gilda Lügen strafen. Dadurch, dass er aus seiner sexuellen Frustration heraus Gildas Verhalten falsch interpretiert, verliert er jegliche Autorität als Erzähler.

##### Die mutmaßliche Femme fatale
Durch ihr offenes Haar, nackte Schultern, sinnlich geschminkte Lippen, lange Wimpern und durch die obligatorische Zigarette zwischen den lackierten Fingernägeln wird Gilda äußerlich bereits in ihrer ersten Szene als verführerische Frau gekennzeichnet. Schuhe mit Plateausohlen und Fesselriemchen veranschaulichen an anderer Stelle zudem ihre passiv masochistische Art. Doch obwohl Gilda zumeist als ikonische Femme fatale beschrieben wird, entspricht sie vielmehr einem „Bad Good Girl“, das zunächst als gefährlicher Vamp erscheint, sich aber letztlich als gut- und treuherzig erweist.
Gilda, die auf Johnnys Zynismus mit spöttisch hochgezogenen Augenbrauen reagiert, ist eine sexuell emanzipierte Frau, die durch Johnnys Kränkung und aus sexueller Frustration lediglich vorgibt, eine untreue, männermordende Femme fatale zu sein. Ihre „Macht, die sich mit der selbständigen Entfaltung der weiblichen Sexualität offenbart“, wird dabei als „destruktiv und zerstörerisch gebrandmarkt“. Doch „Tänzerinnen sind im allgemeinen keine echten Bad Girls“, was „bereits körperlich dem statischen, passiven Darstellungsstil des Film noir“ widerspricht. Gildas Striptease zu Put the Blame on Mame stellt zunächst die „ultimative, visuelle Inkarnation des verführerischen, sexuell verfügbaren Bad Girls“ dar, offenbart sich jedoch als ironisches Klagelied, mit dem sie sich als missverstandene und eigentliche Heldin des Films zu erkennen gibt.

##### Der ultimative Bösewicht
Ballin Mundson erscheint als wohlhabender, stets elegant gekleideter Geschäftsmann im Stil eines Dandys. Er betreibt ein illegales Spielcasino und steht an der Spitze eines Wolframkartells, mit dem er die Welt kontrollieren will, ebenso wie er sein Casino von seinem Büro aus durch Jalousien beobachten und über Schaltvorrichtungen kontrollieren kann. Er tritt humorlos, diktatorisch und kaltherzig auf. Für Johnny, aber auch für Gilda stellt er eine autoritäre Vaterfigur dar, der es zu gefallen gilt und deren Zorn bei Ungehorsam zu befürchten ist. Für ihn selbst ist Gilda eine Trophäe, die ihm neben seinen Weltmachtsbestrebungen und seinem „kleinen Freund“, dem Gehstock mit hervorspringender Messerklinge, als Kompensation für seine angedeutete Impotenz dient. Für seinen Machterhalt schreckt er weder vor Mord noch vor seinem eigens inszenierten Selbstmord zurück.

##### Der Philosoph und der Gesetzeshüter
Den drei Hauptakteuren stehen zwei Nebenfiguren gegenüber, die vor allem im Kontrast zu Johnny die Situation besser überschauen bzw. Gilda richtig einschätzen können und damit die Perspektive des Zuschauers übernehmen. Der kleinwüchsige Onkel Pio, der als Angestellter im Waschraum den an sich niedrigsten Rang im Film innehat, ist durch seine Nähe zur Gerüchteküche den anderen Figuren stets überlegen und einen Schritt voraus. Mit den Worten „Der Blick aus der Wurmperspektive ist oft der einzig wahre.“ (“The worm’s eye view is so often the true one.”) bringt er es selbst auf den Punkt. Zudem sorgt er als Stimme des Volkes angesichts der melodramatischen Handlung mit seinen philosophischen und spöttischen Kommentaren für komödiantischen Ausgleich. Er verhindert gar eine Tragödie, indem er Ballin mit dessen Gehstock ersticht, bevor dieser Gilda und Johnny töten kann.
Der dagegen großgewachsene Detective Obregon übernimmt die Rolle des ernsten und ebenso scharfsinnigen Gesetzeshüters, der mit seinen Ermittlungen gegen das Kartell und durch die Schließung des Casinos Recht und Ordnung wiederherstellt. Er ist es auch, dem es mit seiner Autorität als Einzigem gelingt, Johnny zu überzeugen, dass Gilda die Femme fatale nur gespielt hat. Er erweist sich für Johnny im Vergleich zu Ballin als vorbildliche und wahrhaftige Vaterfigur.

#### Erotik und Freudsche Symbolik
Um den Film an den prüden und strengen Richtlinien des Production Codes vorbeizuschleusen, musste jedwedes erotische Thema wie sexuelle Begierde, Homosexualität, Voyeurismus und Sadomasochismus mit doppeldeutigen Dialogen und verschlüsselten Symbolen verschleiert werden. Als der Film gedreht wurde, hatte sich in Hollywood bereits ein System von Codes entwickelt, um die Zensur zu umgehen. Gilda greife „dies augenzwinkernd auf“ und erweise „sich dadurch als ironischer Kommentar zur grotesken Selbstzensur der Filmindustrie“. Dies äußere „sich in Gildas Tanz ebenso deutlich wie im augenscheinlichen Vergnügen der Filmemacher an der Trivialisierung Freudscher Symbolik“.
Aufgrund der Abwesenheit von Frauen deuten sich zu Beginn des Films durch intensive Blicke und gegenseitiges Zigarettenanzünden homoerotische Spannungen zwischen Johnny Farrell und Ballin Mundson an, was die Situation der Soldaten während des Zweiten Weltkriegs widerspiegelt, als sexuelle Kontakte zum weiblichen Geschlecht selten waren. Doch jedwede Verwirrung über die eigene Sexualität der beiden Männer verflüchtigt sich, als sich in Gestalt von Gilda eine ausgesprochen feminine und verführerische Frau zwischen sie drängt. Es entwickelt sich eine ménage à trois, die auf Ernst Lubitschs Filmkomödie Serenade zu dritt (1933) verweist, in der die weibliche Hauptfigur bezeichnenderweise Gilda Farrell hieß.

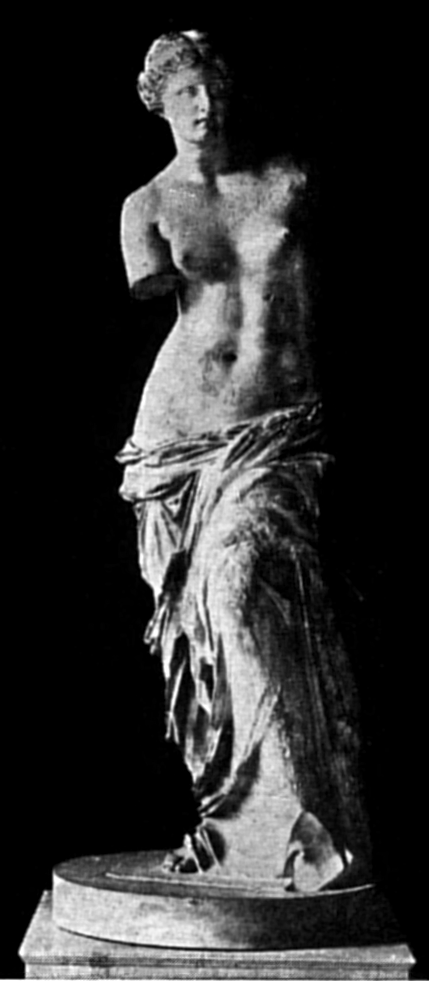
Statue der Aphrodite nach griechischem Vorbild

In dieser Dreiecksbeziehung verkörpert Johnny den jungen und starken Mann, der sich in einer Szene entscheiden muss, ob er seinem Verlangen nach Gilda nachgeben und als potenter Stier beim Karneval erscheinen will oder – aus Loyalität zu seinem Arbeitgeber und Freund – als Narr endet. Ihm wird der ältere und impotente Ballin gegenübergestellt, der seine fehlende Männlichkeit und Asexualität mit seinem Gehstock inklusive hervorspringender Messerspitze als phallischem Symbol zu kompensieren versucht. Gilda, die für Ballin eine Trophäe darstellt, versinnbildlicht Schönheit, Liebe und Erotik als moderne Version der Aphrodite. Vor Ballins Büro im Casino steht in einer Nische eine schwarze Statue der Liebesgöttin nach griechischem Vorbild, die ohne Arme passiv dargestellt ist. In ihrer Tanzeinlage zu Put the Blame on Mame, in der Gilda lange schwarze Handschuhe trägt, die sie wie einen armlosen Torso vor dem schwarzen Hintergrund erscheinen lassen, wandelt sich Gilda jedoch vom passiven Objekt der Begierde in ein aktives Subjekt und „erobert optisch ihre körperliche Unversehrtheit zurück“, indem sie sich ihrer Handschuhe „entledigt und so ihre Arme beim Tanzen nach und nach entblößt“. Gildas Vorstellung bediene daher „nicht allein den männlichen Voyeurismus“, der sich vor allem im Blick durch die stählernen Jalousien im Casino manifestiert, „sondern zeigt sie zugleich als Frau, die sich gerade nicht zum Objekt reduzieren lässt“.
Der Tanz dient dabei als traditionsreiche Allegorie für den Geschlechtsakt. In der Karnevalszene, als sich Gilda und Johnny Arm in Arm zum Takt der Musik bewegen, redet Gilda über das Tanzen. Sie spielt dabei jedoch eigentlich auf ihre einstigen Liebesnächte mit Johnny an, wobei sie gesteht, dass niemand so „tanzen“ könne wie er und dass sie ihm dabei helfen möchte, wieder in Übung zu kommen bzw. sexuell wieder aktiv zu werden. Dadurch, dass Gilda ihre Sexualität selbstbewusst zur Schau stellt und ihre intimen Sehnsüchte mit ihrer vermeintlichen Promiskuität offenbart, „wird sie für die Männer zum Problem“, besonders für Johnny, „dessen [eigene] Frustrationen in seiner Schroffheit klar hervortreten“. Sein daraus resultierendes sadistisches Verhalten zeigt sich sowohl physisch in Form von Ohrfeigen als auch psychologisch, als er Gilda die Hochzeitsnacht verwehrt und sie von der Außenwelt isoliert. Johnnys Missmut und Eifersucht werden dabei nicht nur von seiner Rivalität, sondern auch von seiner Männerfreundschaft zu Ballin geprägt. Dieser macht in seinem Auftreten als Vaterfigur die Dreiecksbeziehung auch zu einer Variation des Ödipuskonflikts im Sinne der Psychoanalyse.
Vor allem Gilda macht mit ihren Dialogzeilen häufig auf die Lehren Sigmund Freuds aufmerksam, wenn sie Sätze sagt wie: „Jeder Psychiater würde dir sagen, dass deine Gedankenassoziationen sehr aufschlussreich sind. Jeder Psychiater würde dir sagen, dass das etwas zu bedeuten hat.“ (“Any psychiatrist would tell you that your thought associations are very revealing. Any psychiatrist would tell you that means something.”) oder „Ich krieg’ nie einen Reißverschluss zu. Das bedeutet vielleicht was. Meinst du nicht auch?“ (“I can never get a zipper to close. Maybe that stands for something. What do you think?”) Ebenso wie der Reißverschluss verbildlicht auch das Fenster in Gildas Schlafzimmer den Zugang zum weiblichen Schoß. Als in den Straßen von Buenos Aires Karneval gefeiert wird, fordert Ballin Gilda auf, es zu schließen: „Siehst du, wie still es jetzt ist? So leicht kann man die Erregung aussperren, nur indem man ein Fenster schließt.“ (“See how quiet it is now? See how easy one can shut away excitement, just by closing a window.”) Die Peitsche, die Gilda anschließend zu ihrem Kostüm trägt, spielt zusammen mit ihrer Augenmaske einmal mehr an ihre von Sadomasochismus geprägte Beziehung zu Johnny an. Neben Ballins Gehstock dient auch die Zigarette als phallisches Symbol, vor allem in einer Szene, als sich Gilda von Johnny eine Zigarette anzünden lassen möchte und von ihm gezwungen wird, sich nach unten zu beugen, indem er das Feuerzeug auf der Höhe seiner Hüfte hält. Das häufige Rauchen der beiden veranschaulicht zudem ihre jeweilige sexuelle Frustration.

#### Hassliebe
In dem Moment, da Johnny und Gilda im Film erstmals aufeinandertreffen, offenbaren ihre überraschten Gesichter, dass sie sich bereits kennen. Ihre darauffolgenden Dialoge machen umgehend ihre gegenseitige Abneigung füreinander deutlich. Kurz darauf stellt sich heraus, dass beide einst eine Liebesbeziehung führten, diese jedoch in einer Trennung endete, da Johnny offenbar bereits in der Vergangenheit Gildas Treue bezweifelte und sie deshalb verließ. Während Johnny Gilda weiterhin für eine treulose Frau hält und sie dafür verachtet, zeigt sich diese durch seine erneute Zurückweisung zutiefst gekränkt. Dennoch fühlen sie sich weiterhin zueinander hingezogen mit der Folge, dass Johnny für Gilda als Frau seines Freundes und somit als verbotenes Objekt der Begierde zunehmend Feindseligkeit empfindet: „Ich hasste sie so sehr, dass sie mir keine Minute aus dem Kopf ging.“ (“I hated her so, I couldn’t get her out of my mind for a minute.”)
Gilda wiederum möchte sich an ihm rächen, auch wenn es ihr selbst schaden sollte: „Ich hasse dich so ungemein, dass ich sogar mich selbst zerstören würde, um dich kaputt zu machen.“ (“I hate you so much that I would destroy myself to take you down with me.”) Dabei setzt Gilda ihren Hass nicht in Mord um. Stattdessen lebt sie ihre verletzten Liebesgefühle aus und genießt es, Johnny eifersüchtig zu machen und ihn mit ihrer sexuellen Nichtverfügbarkeit zu quälen. Später ist es Johnny, der sich sexuell unerreichbar macht. Dies entspricht einem „Spiel aus Unterwerfung und Dominanz“, bei dem „weibliche Sexualität und männliches Begehren aufeinanderprallen“ und sich auch in sadomasochistischen Handlungen wie gegenseitigen Demütigungen und Ohrfeigen widerspiegeln.
Auch Ballin bemerkt die Spannungen zwischen seinem Stellvertreter und seiner Ehefrau, was ihn dazu veranlasst, gegenüber Gilda zu gestehen: „Hass kann ein sehr erregendes Gefühl sein. Es liegt eine Leidenschaft darin, die man fühlen kann. Hass ist das Einzige, das mich jemals erwärmt hat.“ (“Hate can be a very exciting emotion. There is a heat in it that one can feel. Hate is the only thing that has ever warmed me.”). Der Hass und die Liebe bzw. die sexuelle Anziehung stehen sich demnach auf gleicher Höhe gegenüber und entwickeln sich in ihrer Gegensätzlichkeit zu ein und derselben Leidenschaft, die Johnny und Gilda umso mehr stimuliert, bis es Gilda nicht länger erträgt und Johnny gegenüber Ballins Worte aufgreift: „Hass ist wirklich ein aufregendes Gefühl. Ist dir das noch nicht aufgefallen? Sehr aufregend. Ich hasse dich auch, Johnny. So unbeschreiblich. Ich glaube, dass ich daran sterben muss.“ (“Hate is a very exciting emotion. Haven’t you noticed? Very exciting. I hate you, too, Johnny. I hate you so much that I think I’m going to die from it.”) Darauf folgt ein leidenschaftlicher Kuss, mit dem sich kurzzeitig sowohl ihre angestaute Begierde als auch ihr Hass füreinander entladen.
Ballins vermeintlicher Selbstmord, für den Johnny anschließend Gilda die Schuld gibt, entflammt ihre gegenseitige Aversion jedoch erneut. Detective Obregon bringt dieses Thema kurz vor Schluss noch einmal offen zur Sprache, als er Johnny gegenüber meint: „Es ist die seltsamste Hassliebe, die mit anzusehen ich jemals den Vorzug hatte.“ (“It’s the most curious love-hate pattern I’ve ever had the priviledge of witnessing.”)

#### Happy End
Die Schlussszene, in der sich Gilda und Johnny miteinander versöhnen und gemeinsam in die Vereinigten Staaten zurückkehren wollen, entspricht einer „Umkehrung des üblichen Noir-Endes“. Während die männlichen und weiblichen Protagonisten in Film noirs wie Frau ohne Gewissen (1944) und Im Netz der Leidenschaften (1946) für ihre sexuellen Begierden und Sünden mit dem Tod bestraft werden, retten sich Johnny und Gilda als unreife Kinder ins Happy End. Die Ehe und die Vereinigten Staaten stellen dabei den sicheren Hafen dar. Doch erst Ballins plötzliche Rückkehr, seine nun auch für Johnny offensichtliche Boshaftigkeit und sein darauffolgender Tod durch seine eigene Waffe machen ein glückliches Ende für die beiden Liebenden möglich.
Dass Johnny Gilda für sein Misstrauen und sein abweisendes Verhalten reuevoll und demütig um Verzeihung bittet und diese sich als gezähmte Frau mit dem gemeinsamen Eheleben begnügen will, wurde von Kritikern häufig als unglaubwürdig und aufgesetzt im Sinne eines Zugeständnisses an die Zensur empfunden. Im Kontext der Zeit ist das Happy End nach der kriegsbedingten Entfremdung der Geschlechter jedoch vielmehr als positives Signal an US-amerikanische GIs zu werten, die nach dem Zweiten Weltkrieg zu ihren Ehefrauen zurückkehrten und ähnlich wie Johnny die Treue der Frauen bezweifelten.

### Inszenierung

#### Dramaturgie
Der Großteil der Handlung wird von Johnny Farrell im für den Film noir typischen Voice-over als Rückblende und daher aus seiner Perspektive erzählt. Da er jedoch nicht in jeder Szene anwesend ist, erweist sich seine Sicht der Dinge als beschränkt bzw. subjektiv und daher als unzuverlässig. Szenen, in denen Ballins Skrupellosigkeit und wahre Absichten dem Zuschauer offenbart werden, oder Momente, in denen deutlich wird, dass Gilda die promiskuitive Frau lediglich spielt, entgehen Johnnys Aufmerksamkeit. Sie beeinflussen jedoch den Zuschauer mit dem Fortschritt der Handlung mehr als Johnnys Worte aus dem Off, mit denen er zumeist seine Loyalität zu Ballin und seinen Hass auf Gilda ausdrückt. Daraus entsteht eine Spannung für den Zuschauer, der sich entscheiden muss, ob er Johnnys Äußerungen oder den gezeigten Bildern Glauben schenken soll. Diese Entscheidung wird dem Betrachter durch die Konventionen der Filmsprache erleichtert, denen gemäß Worte falsch sein können, Bilder jedoch nicht lügen. Die Aufnahmen, die Johnnys Ausführungen widersprechen, werden zudem von zwei außenstehenden Figuren – Onkel Pio und Detective Obregon – mit ihren jeweiligen Kommentaren bestätigt und somit legitimiert.
Johnnys Rückblende endet vorzeitig, als Gilda von Thomas Langford zu ihm nach Buenos Aires zurückgebracht wird. Darauf folgt mit Gildas Auftritt zu Put the Blame on Mame der Höhepunkt des Films. Der Striptease, bei dem Gilda zwar nur ihre armlangen Handschuhe und ihr Diamantcollier ablegt, versinnbildlicht dabei die Erzählstruktur des Films, indem Schicht für Schicht Gildas wahres gutherziges Wesen unter dem Kostüm der Femme fatale enthüllt wird.

#### Visueller Stil
Laut Gerald Peary sei es Regisseur Charles Vidor in Gilda gelungen, „die rauchverhangenen, verschleierten Szenen“ von Josef von Sternbergs Der Teufel ist eine Frau (1935) „mit der brillant bewegten Kamera und den fotografischen Einstellungswinkeln“ von Michael Curtiz’ Casablanca zu verbinden. François Truffaut meinte dagegen, dass die visuelle Qualität des Films nicht Vidors Regie, sondern einzig Rudolph Matés Leistung als Kameramann zu verdanken sei.
Ganz im Stil des Film noir ist Gilda optisch vor allem vom Spiel von Licht und Schatten geprägt. In den Szenen im Casino dominiert zumeist eine starke High-Key-Lichtsetzung, wohingegen die Low-Key-Ausleuchtung dem Hafen oder Gildas Schlafzimmer eine zwielichtige bzw. geheimnisvolle Atmosphäre verleiht. In der Darstellung von Ballin Mundson schwankt die Lichtsetzung bisweilen stark. Er ist oftmals besonders hell beleuchtet, sodass er sehr bleich und eisig wirkt. An anderer Stelle wird er wiederum in dunkle Schatten gehüllt oder nur seine schwarze, mysteriös wirkende Silhouette gezeigt. Bei Gildas Tanzeinlagen zu Amado Mio und Put the Blame on Mame ist ihre in Dunkelheit getauchte Umgebung im Nachtclub bzw. im Casino samt Orchester und Publikum kaum zu erkennen, während Gilda selbst hell ausgeleuchtet und dem männlichen Blick entsprechend vom frontalen Scheinwerferlicht bei ihren Bewegungen verfolgt wird. Dadurch, dass sie dabei auch von hinten beleuchtet wird, entsteht um ihr Haar ein Lichtkranz, der ihre göttinnengleiche Aura zusätzlich hervorhebt. Daneben markieren auch der Schnitt, die Kameraführung und die Mise-en-scène Gilda als eindeutiges Objekt der Begierde sowohl für die männlichen Protagonisten als auch für das männliche Publikum.
Für gewöhnlich werden wichtige Akteure eines Films in ihrer ersten Nahaufnahme unbewegt in Szene gesetzt. Doch durch Bewegung werden die Jugendlichkeit und Vitalität von Johnny und Gilda bereits in ihren ersten Szenen veranschaulicht. Johnny Farrell wird am Anfang des Films gezeigt, wie er zwei Würfel in Richtung Kamera wirft, die sich dabei aus der Froschperspektive nach oben bewegt. Gildas erster Auftritt, der erst nach 17 Minuten Laufzeit erfolgt und durch ihr Summen zur Melodie von Put the Blame on Mame angekündigt wird, ist noch stärker von Bewegung geprägt, obwohl die Kamera in diesem Fall stillsteht. Als Ballin sie fragt: „Gilda, bist du angezogen?“ (“Gilda, are you decent?”), folgt ein Schnitt in den leeren Raum, worauf Gilda, in naher Einstellung und im Halbprofil, von unten nach oben ihr üppiges Haar schwungvoll in den Nacken wirft und antwortet: „Ich? Natürlich bin ich angezogen.“ (“Me? Sure, I’m decent.”)
Auffällig ist zudem, dass alle männlichen Darsteller in ihren Close-ups in scharfer Bildqualität gezeigt werden, sodass ihre Narben und andere äußerliche Defizite klar hervortreten, während Hayworth stets mit Weichzeichner als makellose Schönheit präsentiert wird.

## Rezeption

### Veröffentlichung und Nachwirkung

#### Vereinigte Staaten
Die Weltpremiere von Gilda fand am 14. März 1946 in New Yorks renommierter Radio City Music Hall statt, wo der Film drei Wochen lang gezeigt wurde. Am 25. April desselben Jahres kam er in den allgemeinen US-amerikanischen Verleih. Die zeitgenössischen Kritiken waren teils vernichtend oder zumindest durchwachsen. Das Einspielergebnis belief sich dennoch auf stolze 3,8 Millionen Dollar und machte den Film damit in den USA zu einem der 20 erfolgreichsten Filme des Jahres und zum zweitgrößten Hit von 1946 für Columbia Pictures. Der Film, der bei Männern und Frauen gleichermaßen beliebt war, festigte Rita Hayworths Ruf als Leinwandgöttin der 1940er Jahre und machte gleichzeitig auch Glenn Ford zum Star. Der gefürchtete Kritiker der New York Times, Bosley Crowther, der dem Film und den schauspielerischen Qualitäten der Hauptdarstellerin ansonsten nichts abgewinnen konnte, attestierte Hayworth gar den Titel „Superstar“, nachdem er sie als Gilda gesehen hatte.

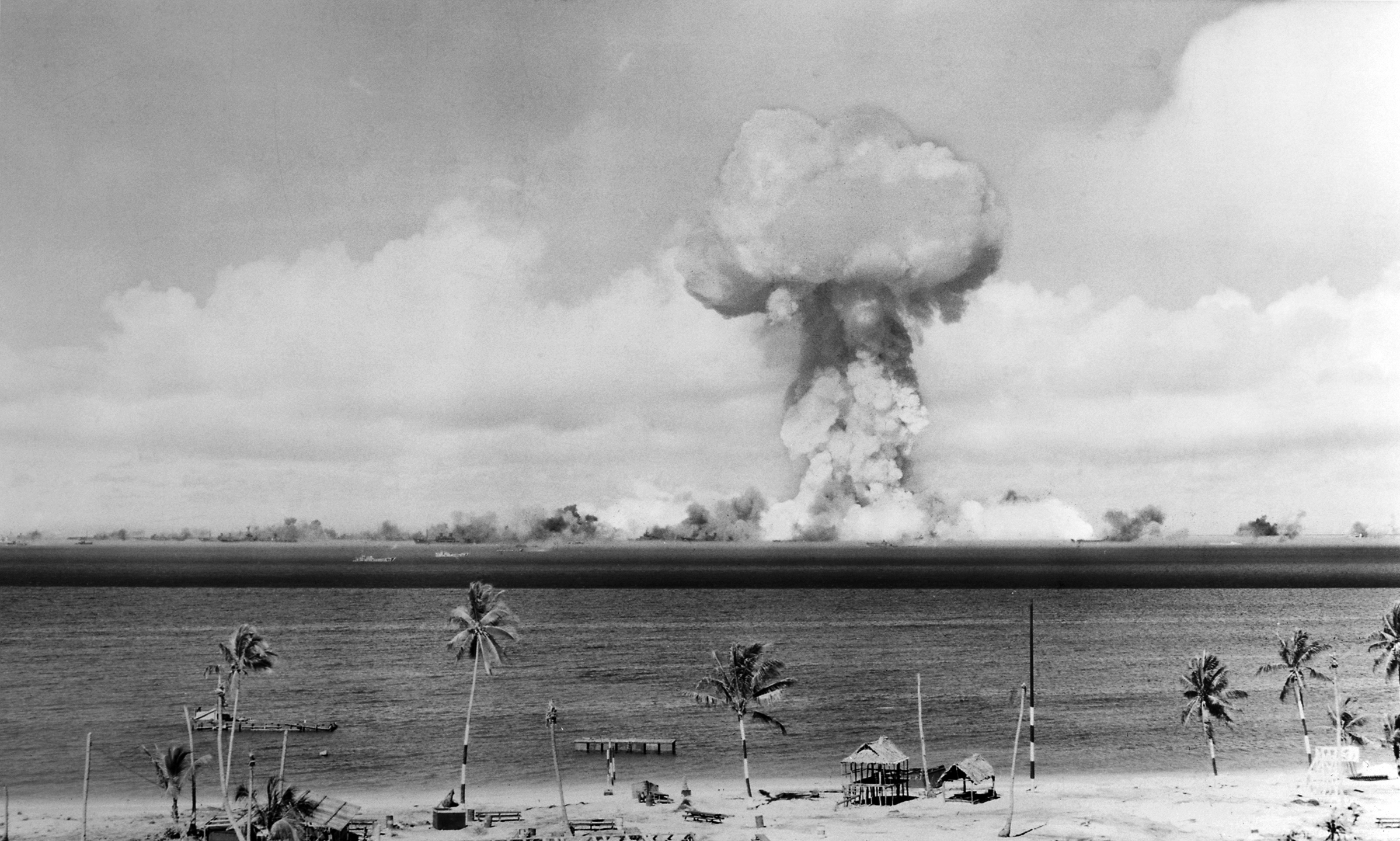
Die Atombombe „Gilda“ bei ihrer Detonation am 30. Juni 1946

Da Hayworth als Pin-up-Girl besonders beliebt bei den heimkehrenden GIs war und Columbia den Film auch in Anspielung auf ihren Status als „Sexbombe“ mit Slogans wie „Beautiful, Deadly … Using all a woman’s weapons …“ (dt.: „Schön, tödlich … Mit allen Waffen einer Frau …“) im Kinotrailer umwarb, wurde die erste Atombombe, die am 30. Juni 1946 im Rahmen der „Operation Crossroads“ zu Testzwecken auf dem Bikini-Atoll gezündet wurde, auf den Namen „Gilda“ getauft und mit einem Foto von Hayworth verziert, worauf die Schauspielerin jedoch mit Bestürzung reagierte.
Später beklagte sich Hayworth, dass die Rolle der Gilda unwiderrufbare Auswirkungen auf ihr Privatleben gehabt habe. Virginia Van Upp gegenüber soll sie die berühmten Worte geäußert haben: „Every man I’ve known has fallen in love with Gilda and wakened with me.“ (dt.: „Jeder Mann, den ich kannte, verliebte sich in Gilda, aber wachte mit mir auf.“) Fortan auf den Typ der sinnlichen Göttin festgelegt, fiel es Hayworth mit zunehmendem Alter schwer, sich auch als Charakterdarstellerin zu beweisen. Vor allem Columbias Chef Harry Cohn wollte stets an ihrem Gilda-Image festhalten, um an der Kinokasse größtmögliche Gewinne zu erzielen. Als Hayworth 1951 nach einer mehrjährigen Filmpause durch ihre Ehe mit Prinz Aly Khan nach Hollywood zurückkehrte und ein Comeback anstrebte, setzte Cohn erneut auf das Erfolgskonzept von Gilda. Für den daraus resultierenden Film Affäre in Trinidad (1952) wurde Van Upp ein weiteres Mal als Produzentin verpflichtet, Glenn Ford als Hayworths Co-Star eingesetzt und auch Onkel Pio bzw. Steven Geray war erneut in einer Nebenrolle zu sehen. Vor allem die Kriminalhandlung und Hayworths Tanzeinlagen, aber auch der exotische Schauplatz machten starke Anleihen bei Gilda, was weder den Kritikern noch dem Publikum entging. 1957 erhielt Hayworth schließlich die Gelegenheit, ihr Gilda-Image zu parodieren, als sie in der Broadway-Verfilmung Pal Joey als reiche Witwe mit Vergangenheit auf ironische Weise einen Handschuh-Striptease vollführt.

#### Europa

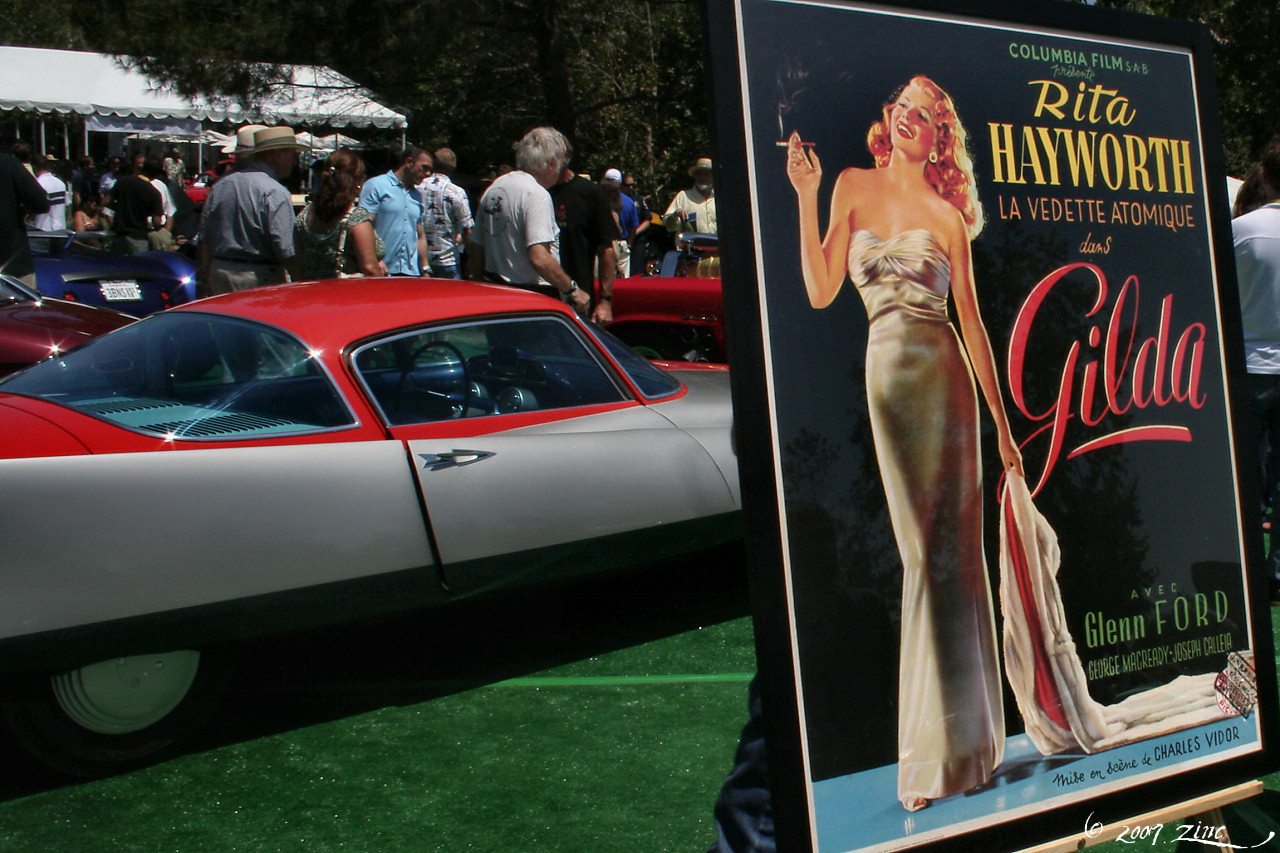
Ein belgisches Filmposter von Gilda als werbewirksame Dekoration bei einer Autoschau 2010

In Europa wurde der Film erstmals im September 1946 bei den Internationalen Filmfestspielen von Cannes gezeigt, wo der Film am Wettbewerb um den Grand Prix des Festivals teilnahm. Für die Europäer verkörperte Gilda als Film und als Rolle realitätsfernen Hollywood-Glamour, der vom nüchternen Nachkriegsalltag abzulenken vermochte. In Italien begründete die Rolle der erotischen, jedoch unschuldigen Gilda einen enormen Starkult um Hayworth. Im Herzen Roms wurde eine Edel-Disko „Gilda“ genannt, die sich auch heute noch größerer Beliebtheit erfreut.
In Spanien löste der Film 1947 dagegen einen Skandal aus, als Falangisten des Franco-Regimes in Madrid Gilda-Filmposter mit Farbe beschmierten und Kirchenmänner jedem Zuschauer aufgrund der in ihren Augen unmoralischen Darstellungen des Films mit Verdammnis drohten. Durch diesen Skandal wurde der Filmtitel auf der iberischen Halbinsel zu einem Synonym für die Repression, die die spanische Bevölkerung unter der Diktatur besonders während der 1940er Jahre erleiden musste. Vor allem der Protest der katholischen Kirche verlieh Gilda für die Spanier eine derart erotische Aura, dass sie überzeugt waren, dass sich Hayworth nach Put the Blame on Mame komplett auszog, diese Szene jedoch herausgeschnitten wurde. Daraufhin waren in Spanien Fotomontagen im Umlauf, die Hayworths Gesicht auf einem nackten Frauenkörper zeigten.
In Deutschland kam Gilda zum ersten Mal am 29. Dezember 1949 in die Kinos. Am 21. Juli 1988 wurde das Filmdrama in einer zweiten, originalgetreueren Synchronfassung erneut in den deutschen Lichtspielhäusern gezeigt. Im Jahr 1999 erschien der Film auf DVD. 2014 folgte eine Veröffentlichung auf Blu-ray.

### Kritiken
Das Urteil von Bosley Crowther, dem Kritiker der New York Times, fiel seinerzeit vernichtend aus. Rita Hayworth zeige in ihrer ersten wirklich dramatischen Rolle „nur wenig Talent, das gelobt oder gefördert werden sollte“. Trotz einer Vielzahl von glitzernden Roben und der glamourösen Weise, wie sie ihr Haar zurückwerfe, sei „ihre Art, eine Dame von Welt zu spielen, eindeutig auf dem Niveau eines Groschenromans“. Ihr Leinwandpartner Glenn Ford beweise „immerhin ein gewisses Stehvermögen“. Der Regisseur Charles Vidor, Columbias Produzentin Virginia Van Upp und die Autoren hätten laut Crowther keinerlei Erwähnung verdient. Gemeinsam hätten sie aus Gilda „einen langsamen, opernartigen und nicht sehr fesselnden Film“ gemacht. Auch Time zeigte sich nicht überzeugt von der Schauspielleistung der Hauptdarstellerin. Der Film sei „das Resultat einer Sehnsucht der himmlischen Rita Hayworth, zu beweisen, dass sie schauspielern kann“. Bewiesen habe sie jedoch, „dass sie ein derartiger Hingucker ist, dass alles andere kaum zählt“.
Versöhnlicher urteilte das Branchenblatt Variety. Hayworth sei „herrlich in Szene gesetzt“. Die Macher des Films seien „alles andere als subtil in der Projektion ihres Sex Appeals“ gewesen. Die Regie sei zwar „statisch“, aber das sei mehr dem Drehbuch geschuldet. Auch Kate Cameron von der New York Daily News stand dem Film wohlwollender gegenüber. Die Figuren seien „interessant und gut genug gespielt“. Obwohl die Handlung „alle Elemente von hochklassigem Kitsch“ aufweise, hätten ihr der Regisseur und seine erfahrene Besetzung „eine beachtliche, magnetische Kraft“ verliehen, indem das Publikum „von einer dramatischen Wendung zur anderen“ in Atem gehalten werde.
Rückblickend konstatierte Kim Newman, dass Rita Hayworth und Glenn Ford „begrenzte, aber anziehende und fotogene Schauspieler“ seien, die in Gilda dem Zuschauer „absolut überzeugende Darstellungen“ geboten hätten, während auch Macready „als der komplexe Bösewicht“ glänze. Leonard Maltin gab dem Film drei von vier Sternen und nannte ihn eine „höchst aufgeladene Geschichte einer Dreiecksbeziehung“, die „mit einer albernen Auflösung“ letztlich einen Rückzieher mache. Hayworth sei jedoch „nie sexyer“ gewesen. Lucia Bozzola vom All Movie Guide fand, dass Hayworths Striptease den Film zu „einem bemerkenswerten Beispiel der erotisch aufgeladenen Film noirs“ gemacht habe – „trotz des zensurfreundlichen Good-Girl-Endes“.
Der britische Filmkritiker Philip French lobte im Observer die Kameraarbeit von Rudolph Maté und bezeichnete den Film als „wunderbar perversen Noir-Klassiker, der als Mischung aus Casablanca […] und Hitchcocks Berüchtigt daherkommt“. Der Guardian gab dem Film vier von fünf Sternen und nannte ihn einen „klassischen Melo-Noir“, der wie der „verrückte, böse Zwilling von Michael Curtiz’ Casablanca“ wirke. Es handle sich um „einen echten Leckerbissen aus dem Hollywood der 1940er“.
Anlässlich einer Wiederaufführung des Films in den deutschen Kinos schrieb Andreas Kilb 1988 für Die Zeit, dass Gilda „kein Film zum Nachschmecken und Räsonieren“ sei, „sondern einer zum Hassen und Lieben, zum Heulen und Zähneklappern“. Geboten werde dem Zuschauer „Gefühlskino im Superlativ“. Die Handlung sei zwar „absurd“, aber auch „so bewegend wie die größten Tragödien des Kinos“. Abschließend resümierte Kilb: „Nie hat Charles Vidor einen besseren Film gedreht als diesen schlechten. Und nie war Rita Hayworth schöner als in Gilda.“ Der Spiegel beschrieb die Columbia-Produktion im selben Jahr als „Film von so pervertierter Unschuld“, dass Hayworths bloßes Ausziehen der armlangen Handschuhe „zum obszönen Striptease wird“.
Für das Lexikon des internationalen Films war Gilda „[e]in hervorragend gespielter und inszenierter Klassiker“ des Film noir, „der jenseits der klischeehaften Kriminalhandlung von den Gefühlen zwischen Mann und Frau handelt und die Genre-Elemente zu einem beinahe philosophischen Essay über Liebe und die darin verkörperte Lebensutopie verbindet“. Prisma nannte Hayworths Striptease zu Put the Blame on Mame eine „legendäre Szene“ und sah darin den unangefochtenen Höhepunkt des Films. Entstanden sei „effektvolle Unterhaltung“, die Hayworths Beliebtheit als verführerischer Filmstar noch gesteigert habe. Mit dem Fazit „[s]pannend, sexy und hundsgemein“ fasste Cinema den Film zusammen.

### Auszeichnungen
Bei den ersten Internationalen Filmfestspielen von Cannes nahm Gilda 1946 neben Filmen wie Alfred Hitchcocks Berüchtigt und Billy Wilders Das verlorene Wochenende am Wettbewerb um den Grand Prix teil, der von der Jury des Festivals für herausragende Filme verliehen wurde, bevor ihn die Goldene Palme 1955 als wichtigste Auszeichnung ablöste. Gilda konnte sich jedoch nicht gegen die vor allem europäische Konkurrenz durchsetzen. Das American Film Institute wählte im Jahr 2003 das US-amerikanische Filmposter der Erstaufführung von Gilda auf Platz 1 der besten klassischen Filmposter. Es zeigt Rita Hayworth in einem hellblauen seidenen Abendkleid mit einer Zigarette in der einen Hand und einer Nerzstola in der anderen vor einem schwarzen Hintergrund, auf dem der Slogan „There NEVER was a woman like Gilda!“ (dt.: „NIE gab es eine Frau wie Gilda!“) zu lesen ist. Ein Jahr darauf wurde Put the Blame on Mame auf Platz 84 in der AFI-Liste der besten US-amerikanischen Filmsongs gewählt. Im Jahr 2013 erfolgte die Aufnahme in das National Film Registry.

### Einordnung und Bewertung
In einem der ersten Aufsätze zum Film noir schrieben die beiden Franzosen Raymond Borde und Étienne Chaumeton bereits 1955, dass Gilda als „ein fast undefinierbarer Film, in dem die Erotik über Gewalt und Fremdartigkeit triumphiert“, innerhalb der „Schwarzen Serie“ neben Tote schlafen fest (1946) und Die Lady von Shanghai (1947) zu den „herausragenden Filmen der Kinogeschichte“ gehöre. Ein Jahr später war der französische Filmkritiker Jacques Siclier der Auffassung, dass Gilda „die Komplexe und Verdrängungen einer Gesellschaft“ enthülle, „in der enorme emotionale und sexuelle Verwirrungen herrschen“. Noch vor Endstation Sehnsucht (1951) zeichne Gilda, „eingebettet in eine harmlose Geld- und Machtgeschichte, das Porträt der unbefriedigten Frau“. Sicliers Meinung nach sei der Film „soziologisch gesehen ein Schlüsselfilm von größter Bedeutung“, der 1946 auf dem „Höhepunkt des Geschlechterkampfs auf der Leinwand“ durch die Psychoanalyse „seine moralische Folgerichtigkeit“ erhalte.
Geoff Mayer kam zu dem Schluss, dass Gilda in Anbetracht der damals strengen Zensur „ein sexuell provokativer Film“ sei, in dem anzügliche Themen wie Sadomasochismus und homosexuelle Neigungen kaum versteckt würden. Der Filme setze daher den Trend von Film noirs wie Frau ohne Gewissen (1944) fort, die bereits zuvor sexuelle Begierde als Triebkraft der Handlungen thematisierten. Doch im Gegensatz zu Frau ohne Gewissen oder Im Netz der Leidenschaften (1946) weise Gilda Frank Krutnik zufolge „mehrere bedeutsame Unterschiede im Bezug auf die Darstellung der Frau als erotisches Subjekt“ auf. Ferner bezeichnete Krutnik Gilda als das „beste Beispiel für die Verdrängung des männlichen Dramas durch das Drama um weibliche Identität“.
Auch Sabine Reichel fand, dass „Gilda durch Rita ein aus der Reihe tanzender Kult-Klassiker“ sei, in dem die verführerische Frau, untypisch für einen Film noir, nicht länger nur als Objekt in den Augen eines Mannes erscheine, sondern auch Gelegenheit erhalte, ihre Verletzlichkeit zu zeigen, die sie menschlich und sympathisch auftreten lasse. Durch diesen Wandel vom Objekt zum Subjekt könnten sich Frauen mit Gilda bzw. Hayworth identifizieren und Verständnis für ihr Handeln aufbringen, was laut Edward Z. Epstein und Joe Morella einen grundlegenden Faktor ihrer Anziehungskraft ausmache. Auch Adolf Heinzlmeier meinte: „Trotz des negativen Lichts, das in Gilda erstmals auf das Hayworth-Image fällt, gerät der Film zu Ritas größten Hit; nicht zuletzt deshalb, weil er, facettenreich und überraschend, über das Südsee-pin-up hinausweist und Rita in der Rolle des good-bad-girl doch noch im Happy-End bestätigt.“ Dadurch, dass sich Gilda innerhalb eines männlichen Milieus entgegen dem gewöhnlichen Muster des Film noir als die eigentliche Heldin des Films erweise, würden laut Philip Green auch Männer dazu gezwungen, sich mit ihr zu identifizieren, was durch die gleichzeitig empfundene Lust für Gilda zu „sexuellem Unbehagen“ beim männlichen Publikum führe.
Marli Feldvoß zufolge entfalte das „erotische Signal Rita Hayworth bis heute unverändert seine Wirkung, wenn Gilda mit jener unnachahmlichen Kopfbewegung und mit einem vielsagenden Blick über die Schulter auf der Leinwand erscheint“, weshalb Hayworth „allein der Grund“ sei, „warum Gilda heute ein Kultfilm ist“.

### Referenzen in anderen Filmen
Bereits zwei Jahre nach der Uraufführung spielte Gilda in einem anderen Film eine Rolle. In Vittorio De Sicas neorealistischem Meisterwerk Fahrraddiebe (1948) erhält der Tagelöhner Antonio Ricci endlich eine feste Arbeit als Plakatkleber, wozu er ein Fahrrad benötigt. Als er jedoch sein erstes Plakat, ein italienisches Filmposter mit Rita Hayworth in einer verführerischen Pose als Gilda, an eine Mauer klebt, wird ihm sein Fahrrad gestohlen. Dieser Augenblick, in dem Antonio fasziniert von Gilda sein Fahrrad verhängnisvollerweise außer Acht lässt, wird zum Schlüsselmoment des Films. De Sica veranschaulichte dabei auch, wie sehr Italien nach dem Krieg vom US-amerikanischen Hollywood-Film geprägt wurde und dieser mit seinem zum Eskapismus neigenden Glamour im starken Kontrast zum dokumentarisch analytischen Stil der jungen italienischen Regisseure stand.
Auch in der italienischen Filmkomödie Die Puppe des Gangsters (1975) wird Hayworth als Gilda dem Protagonisten, gespielt von Marcello Mastroianni, letztlich zum Verhängnis. Mastroianni spielt Charlie, einen Gangster, der sich in seinem Stil an US-amerikanischen Kriminalfilmen orientiert und seit seiner Kindheit von Hayworth als Gilda besessen ist. Als er die Prostituierte Pupa, gespielt von Sophia Loren, kennenlernt, will er sie unbedingt in eine Hayworth-Kopie verwandeln, worauf sich Pupa notgedrungen einlässt. Doch als Charlie zu seinem Geburtstag in einer riesigen Torte ein Mädchen namens Anna geschenkt bekommt, das Hayworth noch viel ähnlicher sieht, lässt er Pupa fortan links liegen. Als er Anna aus Eifersucht erschießt, sorgt Pupa dafür, dass er von der Polizei festgenommen wird.
In Frank Darabonts berühmtem Gefängnisfilm Die Verurteilten (1994), basierend auf Stephen Kings Novelle Rita Hayworth and Shawshank Redemption (1982), beschert Hayworth als Gilda Tim Robbins dagegen Hoffnung, nachdem er als Andy Dufresne unschuldig wegen Mordes an seiner Frau zu lebenslanger Haft verurteilt wurde. Gemeinsam mit anderen Insassen schaut sich Andy im Gefängnis Hayworths erste Szene des Films an. Während die anderen wild pfeifen und jubeln, fragt Andy seinen Freund Red, gespielt von Morgan Freeman, ob er ihm Rita Hayworth beschaffen könne, die er von Red kurze Zeit später in Form eines Pin-up-Posters erhält. Dieses Poster wird daraufhin zum Sinnbild der Erlösung, indem es Andys über Jahre angefertigten Fluchttunnel verbirgt.
Auch in David Lynchs surrealem Thriller Mulholland Drive – Straße der Finsternis (2001) kommt ein Hayworth- bzw. Gilda-Poster prominent zum Einsatz, als sich eine an Amnesie leidende geheimnisvolle Frau „Rita“ nennt, nachdem sie Hayworths Namen auf ebendiesem Plakat im Spiegel eines Badezimmers gelesen hat. In dem traumartigen Film, der sich in einen Albtraum verwandelt, symbolisiert die Figur der Gilda den Archetyp der mysteriösen Femme fatale, in deren Rolle die Rita des Films daraufhin schlüpft.
In der romantischen Filmkomödie Notting Hill (1999) zitiert Julia Roberts in ihrer Rolle als Filmstar Rita Hayworth mit leicht veränderten Worten – „They go to bed with Gilda, they wake up with me.“ (dt.: „Sie gehen mit Gilda ins Bett, sie wachen mit mir auf.“) – und beschreibt damit sowohl das Dilemma Hayworths als auch das ihrer Rolle der berühmten Schauspielerin, auf die vor allem Männer Illusionen projizieren, die nicht mit der Realität übereinstimmen.
In der starbesetzten französischen Krimikomödie 8 Frauen (2002) zollen gleich zwei Schauspielerinnen Gilda bzw. Hayworth Tribut. Kurz nach ihrem Erscheinen vollführt Fanny Ardant als Pierrette einen Striptease, bei dem sie wie Hayworth suggestiv ihre schwarzen Handschuhe abstreift. Isabelle Huppert kommt zunächst als unscheinbare Augustine daher, ehe sie sich in eine Schönheit verwandelt, die ihr rotes Haar offen und gelockt wie Hayworth trägt und dabei in eine glamouröse schulterfreie Robe mit großer Schleife gekleidet ist.
2009 fand Gilda auch in Michael Jackson’s This Is It Verwendung. Als Michael Jackson in einem Video zu seinem Song Smooth Criminal durch Montage einen Handschuh auffängt, den Hayworth als Gilda nach Put the Blame on Mame ins Publikum wirft, setzt eine Verfolgungsjagd ein.

## Deutsche Fassungen
Bei der ersten deutschen Synchronfassung von 1949, die nach dem Dialogbuch von Isolde Lange-Frohloff und unter der Synchronregie von Alfred Vohrer bei der Ultra Film Synchron in München entstand, wurde Gilda von Til Klokow gesprochen, die Rita Hayworth später auch in Die Lady von Shanghai (1947) und König der Toreros (1942) synchronisierte. Diese Fassung gilt jedoch als verschollen. 1979 wurde bei der Bavaria Film eine Neusynchronisation für die Ausstrahlung im deutschen Fernsehen in Auftrag gegeben, die sich stärker an der US-amerikanischen Originalfassung orientierte. Hayworth wurde dabei von Marienhof-Star Viktoria Brams gesprochen. Diese Version wurde auch für die bisherigen DVD-Veröffentlichungen des Films verwendet. Im Vergleich mit der Originalversion wird allerdings deutlich, dass die Dialogszenen der deutschen Fassung von 1979 mit einer anderen Musik unterlegt sind. Dies ist möglicherweise darauf zurückzuführen, dass das International-Tape, das alle Geräusche und auch die Hintergrundmusik des Originalfilms enthält, seinerzeit nicht mehr zur Verfügung stand. Bei der Neu- und Erstsynchronisation älterer Filme für das Fernsehen ist dies die Regel.
| Rolle                     | Darsteller      | Synchronsprecher 1949 | Synchronsprecher 1979 |
| ------------------------- | --------------- | --------------------- | --------------------- |
| Gilda Mundson Farrell     | Rita Hayworth   | Til Klokow            | Viktoria Brams        |
| Johnny Farrell / Erzähler | Glenn Ford      | Curt Ackermann        | Rüdiger Bahr          |
| Ballin Mundson            | George Macready | Harald Wolff          | Reinhard Glemnitz     |
| Detective Maurice Obregon | Joseph Calleia  | Wolfgang Eichberger   | Holger Hagen          |
| Onkel Pio                 | Steven Geray    | Hans Hinrich          | Manfred Lichtenfeld   |
| Casey                     | Joe Sawyer      |                       | Wolfgang Hess         |
| Capt. Delgado             | Gerald Mohr     |                       | Norbert Gastell       |
| Gabe Evans                | Mark Roberts    |                       | Michael Brennicke     |
| Thomas Langford           | Donald Douglas  |                       | Hartmut Reck          |
| Deutscher                 | Ludwig Donath   |                       | Erich Ebert           |